# Смит, Эдвард Элмер
Эдвард Элмер «Док» Смит (англ. Edward Elmer "Doc" Smith, 2 мая 1890 — 31 августа 1965) — американский писатель-фантаст, один из пионеров начального периода развития журнальной научной фантастики.

## Биография
Эдвард Элмер Смит родился 2 мая 1890 года в Шебойгане, штат Висконсин, детство и юность провёл в Спокане, штат Вашингтон. В 1908 году поступил на подготовительные курсы Университета Айдахо, однако вскоре решил, что хочет быть строительным инженером и в 1909 году несколько месяцев работал на строительстве железной дороги из Белтона, штат Монтана, в Канаду. Работа эта показалась ему малопривлекательной, и он решил вернуться в университет, а для того, чтобы иметь возможность оплатить учёбу, пошёл работать на шахту. В общежитии, где он жил, однажды ночью произошел пожар и Смиту пришлось прыгать из окна четвёртого этажа. Он сломал пять ребер, ногу и плечо, после чего зарабатывать на жизнь физическим трудом уже не мог и вынужден был вернуться домой. С помощью братьев и сестёр он смог оплатить учёбу и получил место в Бюро Стандартов в Вашингтоне. В 1919 году Смит защитил диссертацию и получил докторскую степень.
Писательская карьера Смита началась после разговора с его бывшим одноклассником Карлом Д. Гарби (они поспорили о том, как измерить температуру космического пространства), жена которого, Ли Хокинс Гарби, предложила Смиту написать об этом роман и согласилась помочь ему оформить «романтическую» часть сюжета, если Смит сделает «научную» часть. Вдвоём они написали к концу 1916 года примерно треть романа, затем интерес соавторов к проекту угас и рукопись была заброшена.
К концу Первой мировой войны Смит получил должность старшего инженера в компании «F. W. Stock» в Хиллсайде, штат Мичиган, где проработал вплоть до 1936 года и стал одним из известнейших специалистов по составлению рецептур теста для пончиков. После переезда в Мичиган он продолжил писать роман уже в одиночку, и в 1920 году рукопись была закончена — и последовательно отвергнута всеми издателями, которым предлагалась. Единственный обнадёживающий отклик Смит получил от редактора журнала «Argosy» Боба Дэвиса — роман тому понравился, но показался «слишком отвлечённым». В конце концов, Смит в апреле 1927 года послал роман в «Amazing Stories», где тот и вышел в августе-октябре 1928 года под названием «Космический жаворонок» (англ. The Skylark of Space), причём Ли Хокинс Гарби была в этой публикации указана в качестве соавтора (в последующих публикациях роман выходил в переработанном виде и без указания соавторства).
Роман мгновенно стал невиданно популярен среди любителей фантастики — он был одним из первых крупных произведений, авторы которых рискнули вывести действие за пределы Солнечной Системы, и с тех пор Смит наряду с Эдмондом Гамильтоном считается основателем жанра «космической оперы». Тогда же он становится известен среди фэнов как «Док» Смит (в основном из-за того, что публикации его произведений были подписаны с указанием ученой степени — E. E. Smith, Ph. D.)
В первой половине 1930-х годов Смит публикует в журналах романы «Жаворонок-три» (англ. Skylark Three, 1930), «Космические гончие» (англ. The Spacehounds of IPC, 1931), «Трипланетие» (англ. Triplanetary, 1934), «Жаворонок Валерона» (англ. The Skylark of Valeron, 1934).
В январе 1936 года Смит переходит на работу в компанию «Dawn Doughnut» в Джексоне, штат Мичиган, которая находилась тогда в очень тяжёлой ситуации. Смит ценой невероятных усилий и буквально каторжным трудом спас её от банкротства. Переведя дух, он придумывает «Линзменов» — новый цикл, который начался публикацией романов «Галактический патруль» (англ. Galactic Patrol, 1937—1938), «Серый Линзмен» (англ. Gray Lensman, 1939), «Линзмены второй ступени» (англ. Second Stage Lensmen, 1941).
После вступления США в войну Смит идёт работать инженером на оборонный завод в Кингсбери, штат Индиана. В 1944 году он был уволен за то, что отказался пропустить партию бракованных боеприпасов (позже этот эпизод его жизни вошёл в расширенное книжное издание романа «Трипланетие»). До конца войны он работал на металлургическом заводе фирмы «Allis-Chambers».
В 1945 году Смит вернулся к составлению рецептур для пончиков — на этот раз в фирме «J. W. Allen» в Чикаго, где и проработал до ухода на пенсию в 1957 году. Обосновавшись там, он возвращается к литературе и пишет последний роман серии «Линзмен» — «Дети Линзы» (англ. The Children of the Lens, 1947). В 1946 году у Смита вышла первая книга — роман «Космический жаворонок» был выпущен Томасом Б. Хедли тиражом в 1000 экземпляров и моментально распродан по почтовым заявкам от любителей фантастики. В течение следующих лет практически все романы Смита были переизданы книжными изданиями — большей частью в издательстве «Fantasy Press».
В 1959 году Смит публикует роман «Галактические лидеры» (англ. The Galaxy Primes), в 1965 году отдельным изданием выходит роман «Исследователи подпространства» (англ. Subspace Explorers).
В 1963 году на WorldCon Смиту вручается премия Зал Славы Первого Фэндома. В последние годы своей жизни он заканчивает роман «Жаворонок ДюКесн» (англ. Skylark DuQuesne) — завершающую книгу цикла «Жаворонок», которая стала его последним литературным произведением.
Эдвард Элмер Смит скончался от инфаркта в ночь с 31 августа на 1 сентября 1965 года на отдыхе во Флориде.
После его смерти ассоциацией NESFA была учреждена Мемориальная премия Эдварда Э. Смита.